# Kaiserliches Infanterieregiment No. 24 (1769)
Das Regiment wurde 1662 als kaiserliches Infanterie-Regiment Nr. 24 errichtet und 1918 aufgelöst. Es nahm an zahlreichen Kriegen der kaiserlich-habsburgischen und später der k.u.k. Armee teil.
Das Regiment führte den Namen des Besitzer und erhielt 1769 die Nummer 24. Nach dem Tod des Inhabers Preiss 1797 wurde das Regiment zunächst k.k. Linien-Infanterie-Regiment „Freiherr von Preiß“ Nr. 24 genannt, 1799 dann k.k. Linien-Infanterie-Regiment Nr. 24. 1801 erhielt Fürst Auersperg das Regiment und das Regiment den Namen k.k. Linien-Infanterie-Regiment „Fürst Auersperg“ Nr. 24. 1806 wurde es dann in k.k. Linien-Infanterie-Regiment Nr. 24 umbenannt. 1808 übernahm der Freiherr von Strauch das Regiment, das nun wieder seinen Namen erhielt: k.k. Linien-Infanterie-Regiment „Freiherr von Strauch“ Nr. 24. Bis 1915 trug es den Namen k.u.k. Infanterieregiment „Ritter von Kummer“ Nr. 24, dann letztlich den Namen k.u.k. Infanterie-Regiment Nr. 24.

## Geschichte
Nach dem Patent vom 23. Februar 1662 wurde das Regiment aus sieben Kompanien des in Inner-Österreich liegenden Regiments Nr. 11 (de Mers) sowie aus drei neugeworbenen Kompanien gebildet. Der Generalfeldwachtmeister Spieckh wurde zum Kommandeur ernannt. Im Jahr 1665 wurden dann 300 Mann in venezianische Dienste abgegeben. Aber im Jahr 1698(?) wurden 300 Mann von den Regimentern Kaiserstein (1748 aufgelöst) übernommen. 1679 kam 400 Mann aus dem aufgelösten Regiment Massimi hinzu. Anschließend mussten 1682 zwei Kompanien zur Errichtung des Regiment Nr. 59 (Van der Beckh) abgegeben werden, als Ersatz kamen Leute vom Regiment Nr. 8 (Jung Starhemberg).
1683 mussten dann drei Kompanien an das Regiment Nr. 20 (Pfalz-Neuburg) abgegeben werden. In den Jahren 1685 und 1688 erhielt das Regiment je 400 Mann zumeist Rekruten von den Regimentern Nr. 17 (Stadl) und Kaiserstein.
Im Rahmen des Krieges gegen Spanien musste 1708 eine Kompanie zur Errichtung der Regiment Brown († 1712) und Eckh († 1748) abgegeben werden. Eine weitere Kompanie kam 1711 in das Regiment Toldo († 1720). Als 1721 das Regiment Trautson aufgelöst wurde, erhielt das Regiment eine Kompanie. 1731 kamen Kompanien an die Regimenter Nr. 16 (Livingstein), Nr. 22 (Culmbach) und Nr. 54 (Königsegg).
Als 1748 die Regimenter Kheul und Traun aufgelöst wurden, kam je eine Kompanie in das Regiment Nr.24.
Im Jahr 1860 wurde ein Bataillon an das reorganisierte Linien-Infanterie-Regiment Nr. 53 und 1883 ein Bataillon an das neu aufgestellte Infanterieregiment Nr. 95 abgegeben.

## Werbebereiche
- 1766–1806 hatte das Regiment einen Werbebezirk im schwäbischen Kreis Schwäbisch-Österreich
- 1771–1781 erhielt es einen ständigen Werbebezirk in Niederösterreich: Stadt Wien und Umgebung mit dem Stabs in Wien
- 1782–1807 zusätzlich einen Aushilfsbezirk in Galizien: Bezirk Przemyśl
- 1807 wurde das Regiment mit der Ergänzung ganz nach Galizien verlegt und erhielt den Werbebezirk Brzeżany

Seit 1830 rekrutierte sich das Regiment aus dem südöstlichen Teil von Galizien mit einem Anteil in den angrenzenden Bezirken der Bukowina und ist seitdem den Werbebezirks und Ergänzungsbezirk Kolomea.

## Grenadier-Division
Die Grenadiere wurden zeitweilig in den Grenadieren anderer Regimenter zu einer Grenadier-Division zusammen gefasst:
- 1769–1779 bildeten die Grenadiere mit denen von IR Nr. 23 das 2. Bataillon aus Nieder-Österreich mit 4. Kompanien
- 1779 wurden die Grenadiere von Nr. 14 integriert, das Bataillon erhielt daher wie übrigen 5 Kompanien
- 1782 statt die Grenadiere von Nr. 25 wurde nun Nr. 49 integriert
- 1799–1801 bildeten die Grenadiere von Nr. 25 mit denen von Nr. 28 und Nr. 45 ein Bataillon

Im Feldzug von 1809 bildeten die Divisionen von Nr. 24, Nr. 41 und Nr. 30 ein Bataillon
- 1810–1818 standen die Grenadiere mit denen von Nr. 24, Nr. 9 und Nr. 44
- 1818–1852 Die Grenadiere des Regiments waren in einem anderen Bataillon mit Nr. 15 und Nr. 30 vereint

## Garnisonen
- 1665 Nieder-Oesterreich
- 1680 Philippsburg
- 1699 Pressburg
- 1714 im Reich Köln, Aachen
- 1720 Ungarn Raab, Pest
- 1732 Ungarn
- 1736 Bologna
- 1739 Szegedin
- 1748–1756 Lombardei, Como, Mantua, St. Martino di Pozzolo
- 1763 Pavia
- 1771 Ungarn Raab, Körmend
- 1773 Wien
- 1774 Italien Mantua
- 1777 Wien
- 1779 Tuln und Concurrenz
- 1784 Namur
- 1786 Wien
- 1790 Wien
- 1798 Padua
- 1801–1805 Wien
- 1806 Pressburg
- 1807 Neu Sandec, Observationskorps dann Krakau
- 1810 Ungarn, Somogyer Comitat
- 1811 Raab
- 1812 Ofen
- 1814 Przemyśl
- 1815 Padua
- 1817 Grosswardein
- 1819 Salzburg
- 1825 Stryi
- 1831 Brzežany
- 1832 Stanislau
- 1839 Czernowitz
- 1846 Stanislau
- 1847 Czernowitz
- 1849 Debreczin dann Grosswardein
- 1852 Peterwardein
- 1853 Hermannstadt
- 1854–1855 Galizien dann wieder Siebenbürgen, Maros Vásárhely
- 1859 Wien
- 1865 Maros Vásárhely
- 1866 Kaschau
- 1867 Miskolcz
- 1873 Budapest
- 1878 Bjelina
- 1879 Nova Brčka dann Višegrad
- 1880 Lemberg
- 1883 Kolomea
- 1884 Wien
- 1888 Tuln dann Przemyśl
- 1893 Lemberg

## Inhaber
- 1662 Lukas Ritter von Spieckh zu Uibergau Langenau, GFWM
- 1665 Graf Jakob von Leslie (Lesslie), Obrist später FML
- 1675 Graf Heinrich von Mannsfeld, Fürst zu Fondi, Obrist später FM
- 1702 Freiherr Christoph Heinrich von Chalons genannt Gehlen, Obrist[1]
- 1703 Graf Maximilian Adam Franz von Starhemberg, Obrist später FM
- 1741 Graf Emanuel Michael von Starhemberg, GM später FZM
- 1771 Freiherr Johann Franz von Preiss († 1797), FML später FZM
- 1797–1801 unbesetzt
- 1801 Fürst Karl Joseph Franz von Auersperg (* 1750; † 1822), FML
- 1806–1808 unbesetzt
- 1808 Freiherr Gottfried von Strauch († 1836), GM später FZM
- 1836 Carl Ludwig Ferdinand von Bourbon-Parma (* 1799; † 1883), Herzog von Lucca seit 1848 Herzog von Parma
- 1885 Freiherr Wilhelm von Reinländer (* 1829; † 1910), FML später FZM
- 1910 Heinrich Kummer von Falkenfeld (* 1852; † 1929)

### Zweiter Inhaber
- 1836–1857 Freiherr Joseph von Odelga, FML später FZM
- 1857–1872 Freiherr Carl von Trattnern von Petrocza, FML

## Regimentskommandeure
- 1662 Spieckh, Obrist, Inhaber GFWM
- 1663 Graf Jakob von Leslie, Obristlieutenant
- 1665 derselbe als Obrist und Inhaber
- 1673 Puchberg, Obristlieutenant
- 1675 Mannsfeld, Obrist und Inhaber
- 1680 Melchior Van der Beckh, Obristlieutenant
- 1682 Graf Alexander von Leslie, Obristlieutenant
- 1684 Walter Gall zu Gallenfels, Obristlieutenant
- 1686 Graf Franz Carl von Auersperg, Obristlieutenant
- 1687 Christian Samson von Steinbach, Obristlieutenant
- 1693 Prandtner von Prantenau, Obristlieutenant später Obrist (Titel)
- 1695 Freiherr von Wrangel, Obristlieutenant
- 1699 Freiherr Dominik Hubert von Du Saix d'Arnant, Obristlieutenant, Obrist später Inhaber des IR.12
- 1701 Balthasar Gonzales, Obristlieutenant
- 1702 Gehlen, Inhaber und Obrist
- 1703 Max von Starhemberg, Inhaber und Obrist
- 1704 Graf Franz Joseph von Heindl Freiherr zu Sonnenberg, Obristlieutenant, Obrist, später Inhaber des IR. 18. († 1735)
- 1707 Graf Ottokar von Starhemberg, Obristlieutenant, Obrist
- 1716 Freiherr Johann Dominik von Fürstenbusch, Obristlieutenant, Obrist
- 1730 Graf Franz Ludwig Colmenero de Valderois, Obrist
- 1733 Philipp We(l)schpfennig, Obrist
- 1735 Graf Emanuel Michael von Starhemberg , Obrist
- 1741 Freiherr N.N. von Lüttwitz, Obrist
- 1748 Ernst Ebner von Ebenthal, Obrist
- 1753 Ludwig Ferdinand von Wangenheim, Obrist
- 1756 Sylvester von Alemann, Obrist
- 1757 Graf Guido von Starhemberg, Obrist
- 1763 Freiherr Peter von Creutz, Oberst
- 1767 Graf Galeazzo di Origo, Oberst
- 1770 Graf Paul Anton von Esterházy, Oberst
- 1773 Graf Philipp von Grünne, Oberst
- 1778 Johann Neumüller von Ried, Oberst
- 1779 Graf Anton Khuen de Belasi, Oberst
- 1787 Freiherr Adam Senfft von Pilsach (Senft von Pilsak), Oberst
- 1789 Graf Cajetan von Lichtenberg, Oberst
- 1790 Joseph Sturioni, Oberst
- 1792 Freiherr Ferdinand von Minkwitz, Oberst
- 1795 Carl Philipp von Weidenfeld, Oberst, später Inhaber des IR.37[2]
- 1799 Freiherr Ignaz von Legisfeld, Oberst
- 1801 Freiherr Leopold von Trauttenberg, Oberst
- 1807 Carl Tittelsbach von Tigersburg, Oberst
- 1811 Samuel von Reisenfels, Oberst
- 1814 Joseph von Salomon, Oberst
- 1816 Freiherr Carl von Veyder von Mahlberg, Oberst
- 1820 Max Edler von Neumann, Oberst
- 1830 Joseph Lingauer von Lindenthal, Oberst
- 1832 Freiherr Franz von Rottern von Kostenthal, Oberst
- 1837 Friedrich von Spannoghe, Oberst
- 1839 Joseph Edler von Paris, Oberst
- 1847 Joseph Edler von Stransky, Oberst
- 1849 Freiherr Wenzel Weigl von Löwenwarth, Oberst
- 1849 Joseph Herzmanowsky, Oberst
- 1855 Carl Greschke, Oberst
- 1859 Freiherr Moriz von Haugwitz von Piskupitz, Oberst
- 1865 Franz von Zaremba, Oberst
- 1871 Graf Franz von Schaaffgotsche, Oberst
- 1872 Joseph von Scudier, Oberst
- 1876 Sava Davidovac, Oberst
- 1879 Adolph Fidler von Isarborn, Oberst
- 1882 Joseph Edler von Bozziano, Oberst
- 1884 Eduard Edler von Metzger, Oberst
- 1890 Paul Thoss, Oberst
- 1894 Erzherzog Leopold Salvator, Oberst
- 1894 Johann Sturm, Oberst
- 1897 Hermann von Colard, Oberst
- 1905 Franz Scholz, Oberst
- 1909 Karl John, Oberst
- 1912 Augustin von Rochel, Oberst
- 1914 Franz Schnetzer, Oberst

## Gefechtskalender

### Türkenkrieg 1663/1664
1663 stand das Regiment Spieckh bei dem Observationskorps in Steiermark. Es marschierte 1664 auf den Kriegsschauplatz nach Nieder-Ungarn, wo es bei den Belagerungen von Fünfkirchen und Kanizsa stand. Bei letzterer Belagerung konnte sich der Regimentskommandeur Obristlieutenant Graf Leslie ausgezeichnen. Es kämpfte dann bei der Verteidigung von Szerinvár und Schlacht bei St. Gotthard mit schweren Verlusten.

### Holländischer Krieg
Das Regiment wurde 1673 unter Leslie an den Rhein geschickt und dort zur Deckung der Belagerung von Bonn benutzt. Anschließend kämpften 1674 zwei Bataillone mit Auszeichnung in der Schlacht bei Seneffe und dann bei der Belagerung von Oudenarde. Leslie erhielt 1675 das Infanterie-Regiment Nr. 36 und Mannsfeld übernahm das Regiment.
Unter Mannsfeld kämpfte es 1675 in dem Gefecht bei Gamshurst und im Gefecht bei Goldscheuer (1. August 1675). Im Jahr 1676 war es an der Einnahme der Rheinschanze von Philippsburg und dann an der Belagerung und Einnahme dieser Festung beteiligt. Der Regimentskommandeur Oberst Graf Mannsfeld erhielt eine Auszeichnung (eine Abteilung konnte sich in dem Gefecht bei Gengenheim auszeichnen). Im Jahr 1677 stand das Regiment bei der Hauptarmee ohne an einer größeren Kampfhandlungen teilzunehmen, 1678 kämpfte es wieder im Gefecht bei Stollhofen.

### Großer Türkenkrieg
Im Jahr 1683 nahm das Regiment an der Verteidigung Wiens teil. Der Obristlieutenant Regimentskommandeur Graf Alexander von Leslie und Hauptmann Steinbach konnten sich mehrfach ausgezeichnen, später war es in der Schlacht bei Párkány.
Im folgenden Jahr 1684 stand es bei der Hauptarmee und kämpfte in den Gefechten bei Waitzen und Szent-Andrä sowie der Belagerung von Ofen
Anschließend war es 1685 bei der Belagerung von Neuhäusel, dann Schlacht bei Gran und bei der Einnahme von Szolnok zugegen. Im Jahr 1686 kämpfte es bei der Belagerung von Ofen und im folgenden Jahr 1687 nahm es am Angriff auf Essegg und der Schlacht am Berg Harsány teil.
Von 1688 bis 1689 stand das Regiment in Siebenbürgen kam 1690 nach Serbien und war dort dann beim Vormarsch gegen Siebenbürgen dabei. Im Jahr 1691 kämpfte es bei der Einnahme von Lippa. Im Jahr 1692 zeichnete sich ein Detachement des Regiments unter Hauptmann Baron Du Saix d'Arnant bei der Verteidigung der Veteranischen Höhle aus.
1693 war das Regiment bei der Belagerung von Belgrad.
1694 und 1695 stand es im Lager der Hauptarmee vor Peterwardein und kämpfte 1696 in der Schlacht von Olasch sowie 1697 bei Zenta. Der Regimentskommandeur Obristlieutenant Prandtner erhielt dafür ein kaiserliches Dankschreiben.

### Spanischer Erbfolgekrieg
Im Jahr 1701 wurde das Regiment mit drei Bataillonen und einer Grenadier-Kompanie auf dem Kriegsschauplatz in Italien verlegt. Dort war ein Bataillon unter Obristlieutenant Gonzales bei der Einnahme von Castiglione delle Stiviere, das Regiment in der Schlacht bei Chiari und bei der Einnahme von Canneto, ein Bataillon kämpfte im Gefecht bei Torre d'Oglio.
Unter dem neuen Inhaber Gehlen kämpfte das Regiment 1702 in der Schlacht bei Luzzara, ein Detachement bei der Verteidigung von Guastalla und kam nach der Kapitulation nach Tirol.
Das Regiment erhielt 1703 wieder einen neuen Inhaber:Maximilian Adam Franz von Starhemberg, dieser sollte das Regiment noch lange behalten. Es wurde mit zwei Kompanien aufgefüllt. Diese standen bei Arco und Bren in Gefecht. Anschließen kamen diese zum Regiment, das in der Zeit an der Verteidigung von Ostiglia teilgenommen hatte.
1704 wurden zwei Bataillone in das Piemont abkommandiert. Sie standen im Gefecht bei Castelnuovo di Bormida und kämpften dann bei Verrua, wo sie sich bei dem großen Ausfall vom 25. Dezember ausgezeichneten. Das 3. Bataillon blieb bei den Truppen am Po, ein in Oberösterreich aufgestelltes 4. Bataillon, welches auch für Italien bestimmt war, wurde in Folge der Rebellion des Rákóczi nach Ungarn geschickt und kämpfte in der Schlacht bei Tyrnau.
1705 kam das 4. Bataillon (unter Zurücklassung eines Detachements von circa 100 Mann) zur die Armee des Prinzen Eugen's und kämpfte in der Schlacht bei Cassano. Die zwei Bataillone im Piemont standen seiner Zeit im Lager bei Chivasso.
Im Jahr 1706 kämpfte das Bataillon in der Verteidigung von Turin, die anderen in der Entsatz Schlacht von Turin. Später haben die Abteilungen des nunmehr vereinigten Regiments an den Belagerungen von Chivasso, Alessandria und Pavia teilgenommen. Im folgenden Jahr 1707 war das Regiment bei dem Vorstoß in die Provence und nahm an der Belagerung von Toulon teil. In 1708 war das Regiment beim Vorgehen über die West-Alpen dabei, ein Bataillon bei der Besetzung des Kirchenstaates, das andere im Feldzug im Dauphiné beteiligt. Von 1709 bis 1712 lag es im Piemont und Savoyen ohne an einer größeren Aktion teilzunehmen. Aber im Jahr 1712 wurde ein Bataillon und eine Grenadierkompanie bei der Eroberung von Porto Ercole verwendet. Am den Ende des Kriegs im Jahr 1713 wurde das Regiment an den Rhein verlegt, nahm aber nicht mehr an Gefechten teil.

### 6. Österreichischer Türkenkrieg
Im Türkenkrieg kam das Regiment 1716 nach Ungarn. Es kämpfte mit zwei Bataillone dann zwei Grenadierkompanien in der Schlacht von Peterwardein und bei der Belagerung und Erstürmung von Temesvár 1717. Das Regiment stand dann bei der Belagerung von Belgrad und war auch am 16. August in der dortigen Schlacht beteiligt.

### Krieg der Quadrupelallianz
Im Anschluss des Türkenkrieges kam es wieder zu Kämpfen in Italien. Im Jahr 1718 wurden zwei Bataillone in das Königreich Neapel geschickt, aber auf Grund des Krieges kamen diese Truppen nach Sizilien. Dort kämpfte sie im Gefecht bei Milazzo und 1719 bei der Verteidigung dieser Festung. Im gleichen Jahr kämpfte es auch in der Schlacht bei Francavilla sowie bei der Belagerung und folgenden Einnahme von Messina. Ein Bataillon wurde dann nach West-Sizilien verschifft, das zweite blieb als Besatzung in Milazzo, das dritte blieb in Neapel. 1720 kämpfte das erste Bataillon vor Palermo.

### Korsika
1732 kam es auf Korsika zu Unruhen und österreichische Truppen wurde als Verstärkung nach Korsica geschickt. Es wurden zwei Bataillone und eine Grenadierkompanie verlegt. Die Truppen nahmen am Gefecht bei Moncale Corte und Unterwerfung der Balagna teil.

### Polnischer Erbfolgekrieg
Im Rahmen des Polnischen Erbfolgekrieges marschierten die Franzosen 1734 unterstützt von den Spaniern in Italien ein, um die Österreicher zu vertreiben. Das Regiment kam im Jahr 1734 mit vier Bataillonen und den Grenadieren auf dem Kriegsschauplatz in Italien. Dabei kämpfte ein Bataillon und die Grenadiere bei Colorno, in der Schlacht bei Parma, bei Quistello und Guastalla. Im folgenden Jahr 1735 stand das Regiment in Süd-Tirol.

### 7. Österreichischer Türkenkrieg
Im Jahr 1737 standen die Grenadiere bei der Einnahme der Bergfestun Užice, das Regiment bei der Hauptarmee. 1738 kämpften zwei Bataillone und die Grenadiere bei Kornia und bei Mehadia. Das 3. Bataillon kämpfte in Belgrad. 1739 die zwei Bataillone und die Grenadiere im Korps Neipperg im Gefecht bei Pancsova, das 3. Bataillon bei der Verteidigung von Belgrad.

### Österreichischer Erbfolgekrieg
Das Regiment erhielt Emanuel von Starhemberg als neuen Inhaber und kam im Rahmnen des Ersten Schlesischen Krieges 1741 nach Schlesien. Dort kämpfte es 1742 bei Chotusitz mit besonderer Auszeichnung und kam sodann zu der Belagerung von Prag. Das Regiment wurde im Jahr 1743 an den Rhein verlegt.
Ein Bataillon wurde 1744 Verteidigung von Freiburg abgestellt, in Folge der Kapitulation geriet es dann in Kriegsgefangenschaft. Das Regiment stand später im Korps Bärnklau in Bayern. 1745 machte das Regiment den Feldzug in Bayern mit.
1746 wurde es auf den Kriegsschauplatz nach Italien verlegt, wo es in den Schlachten bei Guastalla und Piacenza mit Auszeichnung kämpfte. Zwei Bataillone wurden nach der Schlacht zur Belagerung und Einnahme von Piacenza verwendet, das dritte Bataillon und die Grenadiere kämpften in der Schlacht bei Rottofreddo. Das wieder vereinigte Regiment kämpfte dann bei der Einnahme von Genua und erzwang den Übergang über den Var.
Im Jahr 1747 konnte sich eine Kompanie unter Hauptmann Brandt in dem Rückzugsgefecht bei St. Lorenzo am Var auszeichnen. Zwei Bataillone, eine Grenadierkompanie kämpften später bei der vergeblichen Belagerung von Genua, ein Bataillon, eine Grenadierkompanie kamen zu dem Korps, das am Var zurückgeblieben war und kämpften in dem Gefecht bei Turbiglia. Im September stießen die Österreicher nach Savoyen vor, dabei war ein Bataillon am Gefecht bei Barcellonette beteiligt.
1748 waren nur einzelne Abteilungen an einigen kleineren Aktionen im Val di Taro und Operationen gegen Genua beteiligt.

### Siebenjähriger Krieg
Mit Beginn des Krieges 1756 wurde ein Bataillon und die Grenadierkompanien aus Italien auf den Kriegsschauplatz nach Böhmen verlegt. Die Grenadiere nahmen dann 1757 am Überfall auf Hirschfeld und dann zusammen in der Gefecht bei Reichenberg teil. Im gleichen Jahr erlitt die Einheit schwere Verluste in der Schlacht bei Kolin und kam anschließend nach Prag.
1758 stand es im Korps Loudon und kämpfte mit diesem bei Guntersdorf und Domstadtl und später in der Hauptarmee bei Hochkirch und bei der Belagerung von Dresden
Im Jahr 1759 kamen 2 Bataillon aus Italien als Verstärkung. Beide waren im Gefechte bei Peterswalde und kamen dann nach Schlesien, die Grenadiere kämpfte in diesem Jahr bei Maxen.
Im Jahr 1760 kam es wieder in das Korps Loudon. Ein Bataillon des Regiments und die Grenadiere kämpfte bei Landeshut und kam dann zu der Belagerung von Glatz, wo das zweite sich schon befand. Der Regimentskommandeur Oberst Graf Guidobald von Starhemberg und Oberstleutnant Gronauer zeichneten sich in der Schlacht bei Liegnitz aus, aber das Regiment verlor viele Offiziere und nahm später, in ein Bataillon formiert, an der Belagerung von Kosel teil. Im folgenden Jahr 1761 kämpften nur die Grenadiere bei Schweidnitz. Das Regiment stand weiter im Korps Loudon aber ohne Gefechtstätigkeit.
Aber im Jahr 1762 kam das Regiment zur Hauptarmee. Es bildete ein kombiniertes Detachement von 260 Mann. Eine Grenadier- und eine Füsilier-Kompanie zeichneten sich bei der Verteidigung von Schweidnitz Oberst Freyenfels und Grenadier-Hauptmann Christoph von Mohr erwarben sich in dort den MTO. Das 3. Garnisonsbataillon blieb während der Dauer des ganzen siebenjährigen Krieges in Pavia.

### Bayrischer Erbfolgekrieg
Unter dem Inhaber Preiss war das Regiment 1778 und 1779 bei der Hauptarmee ohne Gefecht, die Grenadiere (Bataillon Sztáray) konnten sich bei der Verteidigung von Freihermersdorf auszeichnen.

### 8. Österreichischer Türkenkrieg
Im Jahr 1788 kam das Regiment mit zwei Bataillonen auf dem Kriegsschauplatz in Ungarn. Dort stand das 2. Bataillon bei Semlin und nahmen an dem Gefecht am Bežanier-Damm bei Semlin mit nur kleineren Einheiten teil. Das 3. Bataillon stand bei der Belagerung von Dubica, wo es bei dem Sturm am 25. April große Verluste erlitt. Es kämpfte dennoch in dem Gefecht bei Dubica und der zweiten Belagerung von Dubica. Anschließend kam es dann zusammen mit dem auf den Kriegsschauplatz nach gerückten 1. Bataillon zur Belagerung von Novi. Die Grenadiere (Bataillon Rottenberg) kamen zur Hauptarmee.
Im Jahr 1789 stand es bei der Belagerung von Belgrad. Das 1. und 2. Bataillon stand bei der Belagerung und Einnahme von Türkisch Gradisca dann auch bei jener von Belgrad. Das 3. Bataillon hatte unbedeutende Scharmützel in der Lika bestanden. 1790 kämpfte das dasselbe Bataillon bei der Belagerung und Einnahme von Cetin, bei welcher eine Kompanie unter Hauptmann de la Brune sowie der Bataillonskommandeur Major Casati sich ausgezeichnet.

### Koalitionskriege

#### Erster Koalitionskrieg
Mit dem Beginn des Krieges im Jahr 1793 marschierten zwei Bataillone des Regiments auf den Kriegsschauplatz in Deutschland. Es kam zum Korps Wurmser und einzelne Abteilungen kämpften bei Rheinzabern, Offenbach und das ganze Regiment bei Bellheim. Später in einigen, der Einnahme der Weissenburger Linien vorhergegangenen Gefechten, so bei Otterbach (eine Kompanie) den beiden Gefechten am Bien-Wald (12. und 18. September) mit besonderer Auszeichnung ebenso bei der Einnahme selbst. In dem Gefechte bei Brumpt zeichnete sich die Regimentsartillerie aus in den Gefechten bei Wanzenau (26. Oktober und 18. November) Regimentskommandeur Oberst Freiherr von Minkwitz zu dem günstigen Ausgang beigetragen in dem Gefechte bei Froschweiler (ein Bataillon unter Hauptmann Schwaner hat sich ausgezeichnet) das Regiment noch in dem letzten Gefechte am Bien Walde (9. Dezember). Die Grenadiere (Bataillon Bürger) kämpften bei Nieder-Bronn und Froschweiler.
Im Jahr 1794 kämpften die Grenadiere bei Hochspeyer und das Regiment mit den Grenadieren bei Verteidigung der Rheinschanze von Mannheim. Das Leib-Bataillon erhielt dafür eine Belobigung.
Im Jahr 1795 stand das Regiment am Ober-Rhein blieb aber ohne Gefechtstätigkeit. Die Grenadiere kämpften bei Mannheim, Frankenthal und Flomersheim.
1796 marschierte das Regiment auf den Kriegsschauplatz Italien, ebenso die Grenadiere (Bataillon Gavasini) sowie das 3. Bataillon, das bisher in Wien lag und als erstes in Italien erreichte. Dieses kämpfte gleich unter Vukassovich bei Dego, wo der größte Teil in Kriegsgefangenschaft geriet. Der Rest wurde als Besatzung nach Mantua gelegt. Das Regiment war dann beim Sturm auf Schanzen von Rivoli, in der Schlacht bei Castiglione. Beim Rückzug nach Tirol kämpfte es mit zähem Widerstand bei la Pietra, musste aber der Übermacht weichen und erlitt große Verluste, ebenso bei Lavis. Bei der erneuerten Offensive war es in den Gefechten bei Cembra, Besenello und Rivoli. Bei Rivoli zeichneten sich Oberstlieutenant Wolf und Hauptmann Kolbenschlag als besonders aus. Die Grenadiere erlitten bei Lonato (in der versprengten Brigade Spork) große Verluste, ebenso in der Schlacht bei Bassano, wo das Korps Quosdanovich teils versprengt, teils gefangen wurde.
Im folgenden Jahr 1797 kämpfte das Regiment mit den Grenadieren in der dreitägigen Schlacht bei Rivoli. Das 3. Bataillon geriet bei der Kapitulation von Mantua in Kriegsgefangenschaft. Beim Rückzuge der Armee hielt Hauptmann Baron Trauttenberg das Kommando ad Interim. Das Regiment war aber nur noch ein schwaches Bataillon. Dennoch konnte er im Gefechte bei Codroipo die verfolgenden Franzosen durch einen entschlossenen Gegenangriff aufhalten und verschaffte so der geschlagenen Kavallerie Zeit sich neu zu formieren. Erzherzog Carl anerkannte diese Tapferkeit mit den Worten Bravo Preiss. Die Cavallerie hat mich verlassen, ich hoffe, dass ihr mich nun schützen werdet. Hauptmann Trauttenberg erhielt den MTO und wurde außer der Reihe zum Major befördert. Das Regiment kämpfte noch im Gefecht bei Friesach. Die Grenadiere gerieten aber im Gefecht bei Tarvis in Kriegsgefangenschaft.
Der erste Koalitionskrieg endete 1797, aber schon Ende 1798 brach der Zweite Koalitionskrieg aus.

#### Zweiter Koalitionskrieg
Bereits 1798 war der bisherige Inhaber Preiss gestorben. Das Regiment wurde nun als Vakant auch Vacat-Preiss geführt. 1799 kämpfte das Regiment erneuert in Italien. Die Grenadiere (Bataillon Mercandin) kämpften bei Legnago, Parona und das Regiment mit zwei Bataillonen in der Schlacht bei Magnano, wo es große Verluste erlitt. Anschließend war das Regiment bei den Belagerungen und Einnahme von Pizzighettone und des Kastells von Mailand. Ferner kämpfte er unter dem Regimentskommandeur Obersten Weidenfeld mit besonderer Auszeichnung in dem Gefecht bei Modena, in welchem circa 500 Mann nach heldenmütiger Gegenwehr in Kriegsgefangenschaft gerieten. Die Grenadiere kamen später bei St. Giuliano an der Trebbia und bei Novi in das Feuer ferner bei Savigliano sowie mit Auszeichnung bei Mondovi.
Im Jahr 1800 waren die Grenadiere bei der Vertreibung der Franzosen aus der Riviera beteiligt. Es kämpfte in den Gefechten am Monte Ajuto bei Albissola, Loano am Var und Monte Nave später in der Schlacht bei Marengo, wo sich die Grenadiere wieder auszeichneten sowie bei Valeggio. Eine Abteilung des in Tortona stehenden 3. Bataillons unter Oberlieutenant Wrazfeld machte einen gelungenen Ausfall gegen Rivalta. Das anfänglich in Alessandria stehende Regiment kam in diesem Feldzug mit Ausnahme einiger Kompanien, welche als Vorposten ein Gefecht bei Gazzoldo bestanden, nicht in das Feuer. Aber 1801 war es bei postiert Goito Mantua und nahm am Rückzuggefecht bei Montecchio teil.
Der Friede von Amiens beendete 1802 diesen Krieg, der Dritte Koalitionskrieg begann 1805.

#### Dritter Koalitionskrieg
Inzwischen war Auersperg Inhaber des Regiments. Im Krieg von 1805 kämpfte das Regiment auf dem deutschen Kriegsschauplatz. Das Grenadier-Bataillon kämpfte bei Günzburg, das Regiment bei Ulm und Elchingen. In Folge der Kapitulation von Ulm geriet das Regiment in Kriegsgefangenschaft, nur dem Oberstleutnant Stach mit circa 100 Mann gelang es, sich zu dem Korps des Erzherzogs Ferdinand durchzuschlagen. Aus diesen Mannschaften wurde das 6. Bataillon neu errichtet und in Schlacht bei Austerlitz eingesetzt. Der Oberstleutnant Stach wurde für diese Tat zum Oberst befördert. Nach der Niederlage bei Austerlitz musste Österreich, um Frieden nachsuchen. Auersperg trat als Inhaber zurück.

#### Fünfter Koalitionskrieg
Im Jahr 1808 hatte Strauch das Regiment erhalten. Als 1809 der Fünfte Koalitionskrieg losbrach stand das Regiment mit drei Bataillonen im 7. Korps Erzherzogs Ferdinand. Er nahm außer an den Vorpostengefechten bei Ivanisk und Obroków auch an dem Sturme auf Sandomierž teil anschließend kam es nach Komorn. Die Grenadiere (Bataillon Brzežińsky) kämpften in Deutschland bei Landshut, Ebelsberg, Wien, Aspern und Wagram.

### Befreiungskriege
Im Jahr 1813 war das Regiment mit zwei Bataillonen in der Hauptarmee, das 3. Bataillon war in Lemberg zurückgeblieben. In der Schlacht bei Dresden kämpfte ein Bataillon mit geringen Verlusten. Hauptmann Jäger hatte sich bei Arbesau und Kninitz ausgezeichnet, ebenso das ganze Regiment unter seinem Kommandeur Oberst Reisenfels. In der Schlacht bei Leipzig wurde das Schlosses Dölitz im Sturm genommen, Major Wolny hielt hier den MTO. Die Grenadiere (Bataillon Portner) nahmen am Sturm auf Dresden teil und sind dann bei Leipzig am zweiten Schlachttag in Gefecht gekommen.
Im Jahr 1814 war das Regiment bei der Belagerung von Besançon und wurde wegen seiner Haltung im Gefecht am 8. März besonders belobigt. In Anerkennung hervorragender Leistungen wurden der Hauptmann Penz und Oberlieutenant Wilhelm von Ottenthal außer der Reihe befördert. Die Grenadiere waren im Reservekorps und kamen in diesem Feldzuge nicht in ins Gefecht. Das Ende 1813 auf den Kriegsschauplatz abgerückte Reservebataillon kam in die Süd-Armee und nahm an den Gefechten bei Maçon und Voreppe teil. Das 3. Bataillon wurde für den Pestkordon in Siebenbürgen verwendet und kam dann wieder nach Galizien.
Nach der Rückkehr Napoleons kämpfte das Regiment im Sommerfeldzug von 1815 in Italien und machte im Korps Frimont den Übergang über die Alpen sowie die Besetzung der Jura Pässe mit. Bei dieser Gelegenheit zeigte die Truppen außergewöhnliche Marschleistungen und überwand große Schwierigkeiten unter ungünstigen Verhältnissen. Man zeigte zwar Beweise von Disziplin und gutem Geiste hatte jedoch wenig Gelegenheit ins Feuer zu kommen. Die Grenadiere (Bataillon Majus) sind im Reservekorps bis Fontainebleau marschiert.

### Revolution 1848/49
1848 kam es in Lucca und dann in Parma zu Aufständen, die von einigen Abteilungen bekämpft wurden. Das Regiment war folglich anfänglich nicht als Einheit an den Gefechten beteiligt. Das 1. Bataillon nahm an den Kämpfen und der Besetzung von Wien teil und verblieb dort als Besatzung. Das 2. Bataillon kam als Besatzung nach Krakau. Das 3. Bataillon kam in das Korps Puchner nach Siebenbürgen, dort kämpfte es im Gefecht bei Szamosfalva, beim Entsatz von Klausenburg sowie im Gefecht bei Deés (23. Dezember 1848). Im Burzenland kämpfte es gegen die Székler und stand im Gefecht bei Hidvég und Marienburg. Außerdem war das 1. Landwehr-Bataillon zur Bekämpfung der Unruhen in Lemberg eingesetzt und kam dann in das Korps Schlick. Das Korps marschierte dann nach Ungarn und kämpfte im Gefecht bei Budamér.
Im Jahr 1849 kämpfte das Landwehr-Bataillon in der Schlacht bei Kaschau und dann mit Auszeichnung am Braniskopass anschließend bei Verpeléth, Tiszafüred und Isaszeg. Das 2. Bataillon stand in der Kolonne Vogel und kämpfte im Gefecht bei Hniletz dann auf der Insel Schütt.
Eine Kompanie des 2. Bataillons kam in der Kolonne Frischeisen, diese kämpfte bei Turcsek, um dann beim Vorstoß nach Kaschau eine selbstständige Verwendung zu erhalten und ferner stand es im Gefecht bei Eperies.
Das 3. Bataillon kämpfte in Siebenbürgen bei Stolzenburg, Salzburg, Piski, Mediasch, Zeiden und am Tömöser Pass. Anschließend musste es sich in die Walachei zurückziehen. Eine Division dieses Bataillons blieb in Galizien zurück. Es kam zu den Einheiten des Oberst Urban, der in die Bukowina verrücken sollten und kämpfte im Gefecht bei Zsoszény. Das 4. Bataillon nahm an der Besetzung der Karpathenübergänge bei Delatyn teil. Im Juni 1849 wurde das 1. Bataillon aus Wien sowie der Regimentsstab aus Galizien nach Ungarn verlegt. Die Truppen kam auf die Insel Schütt, wo sich inzwischen das 1. und 2. Feldbataillon sowie das 1. Landwehr-Bataillon versammelt hatte.
Im Sommerfeldzug 1849 kämpften diese Einheiten bei Raab, vor Komorn dann bei Makó und Dreispitz. Das 3. Bataillon stieß wieder nach Siebenbürgen vor und kämpfte in den Gefechten bei Szepsi, Szent, György, Szemerja, Kászon und Ujfalu. Das 4. Bataillon stand zunächst beim russischen Korps und wurde dann zur Deckung des Nachschubs verwendet.
Die Grenadiere (Bataillon von der Trenck) waren 1848 zunächst in Lemberg eingesetzt und kamen dann nach Ungarn. Im Sommerfeldzug von 1849 kämpften die Grenadiere bei Schintau, Pered, Komorn (Puszta Herkály 11. Juli), Szöreg und Temesvár gekämpft.

### Italienischer Krieg 1859
Während des Krieges von 1859 blieb das Regiment mit allen Einheiten in Ungarn. Im Juni 1859 sollte es in das 12. Korps aufgenommen werden, was aber nicht mehr zur Verwendung gelangte.

### Deutscher Krieg
Im Jahr 1866 wurde das Regiment der Nord-Armee zugewiesen. Es kämpfte mit drei Bataillonen in der Brigade Mondel des 10. Korps mit Auszeichnung bei Trautenau, in dem Gefecht bei Neu-Rognitz, der Schlacht bei Königgrätz und in dem Gefecht bei Blumenau. Das 4. Bataillon stand bei den zum Schutz von West-Galiziens abgestellten Truppen.

### Besetzung Bosnien
Im Jahr 1878 wurde das Regiment anlässlich der Verstärkung der Truppen in Bosnien auf den Kriegsschauplatz dahin gesendet. Vom Regiment kämpfte das 1., 2. und 3. Bataillon mit Auszeichnung in dem Gefecht bei Brčka und nahm später an der Besetzung des Lim-Gebietes teil.

### Erster Weltkrieg
Bei Kriegsausbruch im August 1914 war das Regiment Teil der der 59. Infanterie-Brigade (GM. Ernst Horsetzky von Hornthal) der 43. Landwehr-Schützen-Division (FML Schmidt von Georgenegg), die im Verband der Armeegruppe Kövess an der Schlacht in Galizien teilnahm.

## Bekannte Angehörige
- Anton Barthlmé (1867–1943), Militärkapellmeister